# Cottonwood Falls (Kansas)
Cottonwood Falls es una ciudad ubicada en el de condado de Chase en el estado estadounidense de Kansas. En el año 2010 tenía una población de 903 habitantes y una densidad poblacional de 602 personas por km².

## Geografía
Cottonwood Falls se encuentra ubicada en las coordenadas 38°22′5″N 96°32′35″O / 38.36806, -96.54306 (38.368159, -96.542918).

## Demografía
Según la Oficina del Censo en 2000 los ingresos medios por hogar en la localidad eran de $28,947 y los ingresos medios por familia eran $37,986. Los hombres tenían unos ingresos medios de $27,639 frente a los $19,167 para las mujeres. La renta per cápita para la localidad era de $15,166. Alrededor del 11.6% de la población estaban por debajo del umbral de pobreza.